# 興中会
興中会（こうちゅうかい）は、1894年に孫文が創設した清朝打倒を目指す革命団体。
1894年11月24日、ハワイのホノルルで孫文によって創設された。スローガンは「駆除韃虜、恢復中華、創立合衆政府」であった。その構成員は、華僑や会党員が中心となっていた。1895年2月21日、楊衢雲の香港輔仁文社と合併した。10月10日、広州での蜂起を決定し、楊衢雲を会長兼合衆政府大総統に選出した。こうして広州で蜂起したものの失敗に終わり、メンバーの陸皓東が処刑された。1900年1月、楊衢雲は会長を辞任した。同年、義和団の乱による混乱に乗じて広東省の恵州で蜂起するが（恵州事件）、再び失敗に終わった。1905年、興中会は華興会、光復会と合同し、中国革命同盟会（中国同盟会）として再編された。